# Pietro Locatelli

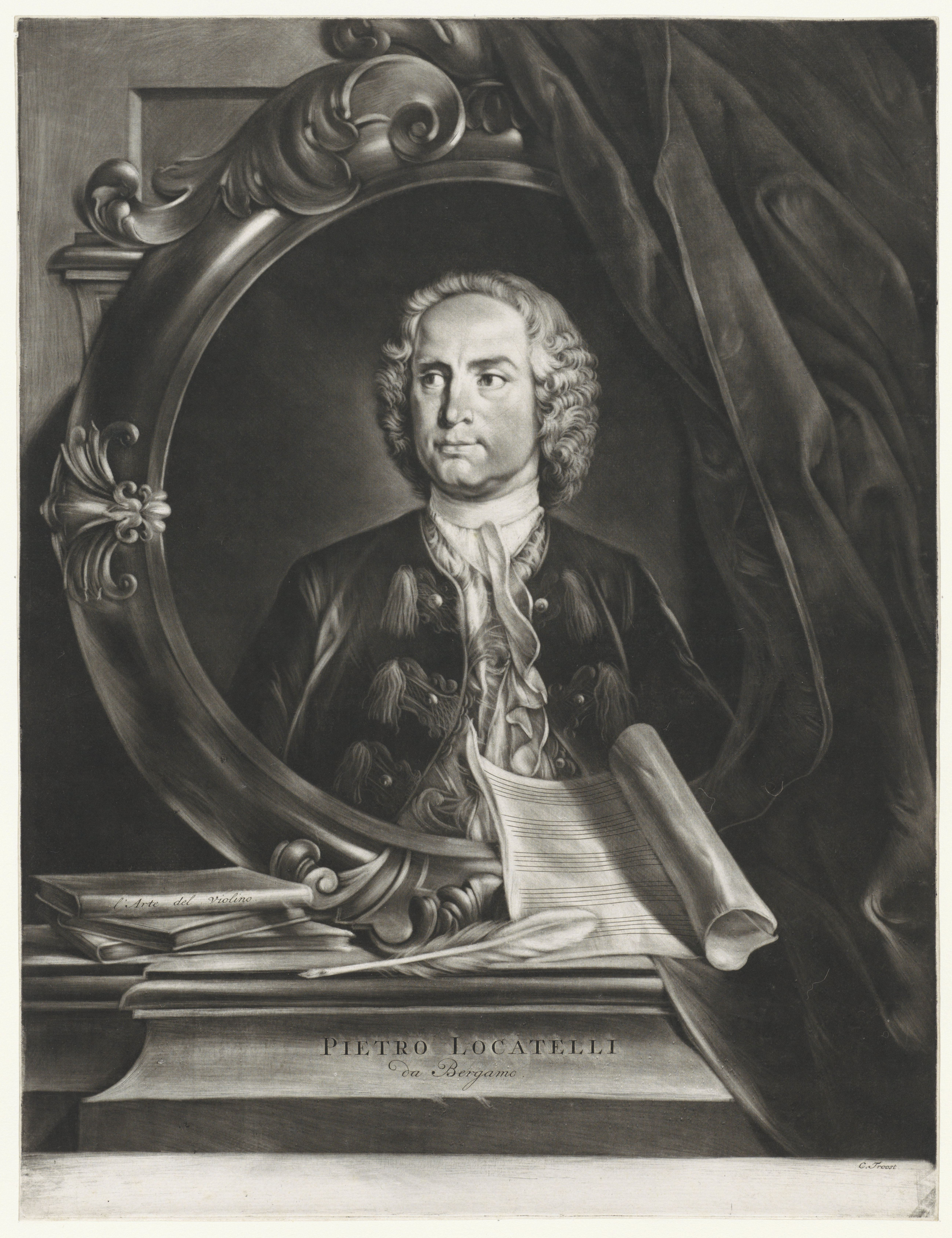
Pietro Locatelli ca. 1733
Schabkunstblatt von Cornelis Troost (1696–1750)

Pietro Antonio Locatelli (* 3. September 1695 in Bergamo; † 30. März 1764 in Amsterdam) war ein italienischer Violinist und Komponist. Nach einigen Jahren in Rom begab er sich als Violinvirtuose auf Reisen durch Italien und Deutschland. 1729 ließ er sich in Amsterdam, dem damaligen Zentrum des musikalischen Verlagswesens, nieder und gab seine Werke heraus. Die Konzerte in seinem Haus waren Anziehungspunkt wohlhabender Musikliebhaber.
Locatelli hinterließ 9 Sammeldrucke von Instrumentalmusik: Triosonaten, Solosonaten, Capricci und Konzerte. Seine Werke weisen bereits galante Einflüsse auf. Ansätze zu einem Durchführungsabschnitt weisen auf den klassischen Sonatenhauptsatz voraus. Die Konzerte zeugen von einer genauen Klangvorstellung. Am einflussreichsten waren die hochvirtuosen Capricci für Solovioline. Obwohl Locatelli nie ganz vergessen war, ist seine Musik vor allem seit den 1980er-Jahren durch Schallplatten einem breiteren Hörerkreis bekannt geworden.

## Leben

### Bergamo
Pietro Antonio wurde ein Jahr nach der Hochzeit von Lucia Crocchi und Filippo Andrea Locatelli als erstes von sieben Kindern geboren. In der Literatur wurden die Locatellis oft als wohlhabende Familie charakterisiert. Das lässt sich allerdings nicht durch überlieferte Dokumente stützen. Generell ist die Quellenlage zu Locatelli dürftig. Beispielsweise fehlen Quellen völlig, die etwas über Locatellis Biographie zwischen seinem Geburtsjahr 1695 und Ostern 1710 berichten würden, als er auf Lohnlisten der Misericordia Maggiore, der Verwaltungseinrichtung der Kirche Santa Maria Maggiore zu Bergamo aufscheint. In deren cappella musicale wurde er im folgenden Jahr als dritter Violinist angestellt. Seine ersten Geigenlehrer waren vermutlich Ludovico Ferronati und Carlo Antonio Marino, beide Mitglieder der Kapelle und anerkannte Musiker. Kompositionslehre könnte ihm der Maestro di Cappella, Francesco Ballarotti (1660–1712), erteilt haben. Im Herbst 1711 entließ ihn die bergamaskische Behörde auf sein Gesuch hin mit der Bemerkung, er gehe „con bona Licenza […] a Roma per aprofitare nella sua professione“ („mit einem guten Zeugnis […] nach Rom, um in seinem Beruf daraus Nutzen zu ziehen.“). Das eher provinzielle Bergamo konnte dem aufstrebenden Musiker offenbar weniger Möglichkeiten bieten.

### Rom
Gegenüber Venedig, einem anderen attraktiven Ziel für einen Violinvirtuosen, könnte Rom durch eine bergamaskische Gemeinde und das Wiederaufleben kultureller und musikalischer Aktivitäten im Jahre 1710 für Locatelli attraktiv gewesen sein. Ab dem Herbst 1711 studierte Locatelli hier, wahrscheinlich bei Giuseppe Valentini, vielleicht auch kurz bei Arcangelo Corelli, der im Januar 1713 starb. Als Quelle für die Lehre bei Corelli wird ein Brief des Lautenisten Domenico Palafuti herangezogen, der angab, mit Locatelli bekannt gewesen zu sein. Es könnte aber auch sein, dass Locatelli Corelli zutreffenderweise als seinen geistigen Lehrer angesprochen hatte, eine Art unmittelbar verständliche Visitenkarte.

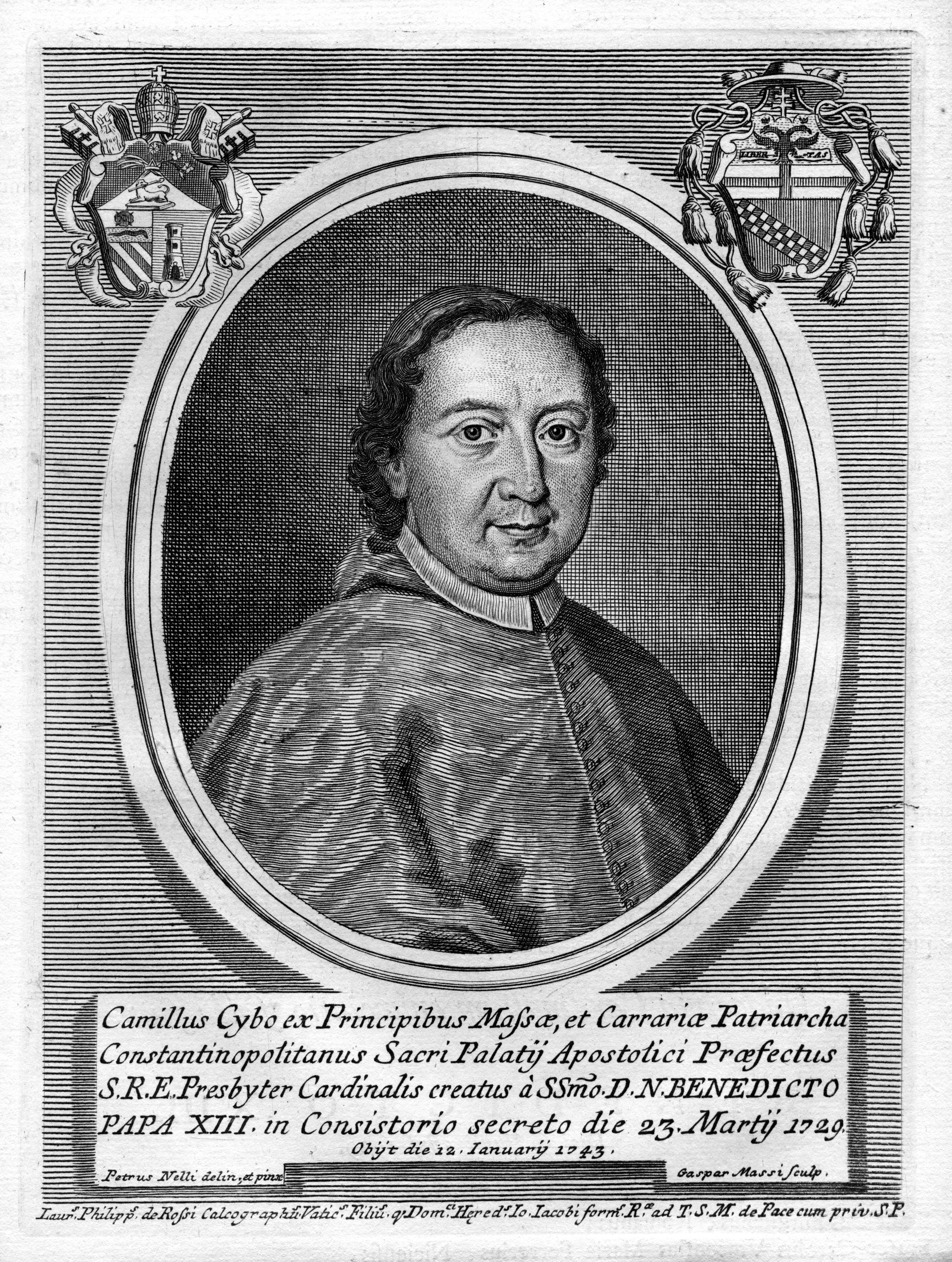
Kardinal Camillo Cybo (Camillus Cybo). Stich von Gasparo Massi nach Pietro Nelli

Ein Brief Locatellis vom 17. März 1714 an seinen „Carissimo signor Padre“ in Bergamo beweist, dass Locatelli zu dieser Zeit fest in der compita accademia di varj instrumenti, der Hauskapelle des Fürsten Michelangelo I. Caetani (1685–1759), angestellt war, bei dem auch Valentini spätestens seit 1710 als Suonator di Violino, e Compositore di Musica wirkte. Zwischen 1716 und 1722 war Locatelli außerdem Mitglied der Congregazione generale dei musici di S. Cecilia und wurde damit von dem adligen Prälaten und späteren Kardinal Camillo Cybo protegiert. Die Congregazione versammelte alle Musiker, die an großen oder kleinen römischen religiösen Institutionen beschäftigt waren und bot etwa Unterstützung für kranke Mitglieder, verlangte jedoch die Mitwirkung an bestimmten Feierlichkeiten. Zu den Kirchen, an denen Locatelli arbeitete, gehören San Giovanni in Laterano, San Lorenzo in Damaso und San Giacomo degli Spagnoli. Darüber hinaus gibt es Belege dafür, dass Locatelli Aushilfsdienste für andere römische Adelshäuser erfüllte, so beispielsweise des Öfteren für den Kardinal Pietro Ottoboni in der Kirche San Lorenzo in Damaso – letztmals bezeugt für den 7. Februar 1723.
In seine römische Zeit fiel Locatellis Debüt als Komponist. 1721 erschienen in Amsterdam seine MONSIGNORE/ D. CAMILLO CYBO/ DE DUCHI DI MASSA, È CARRARA &/ PATRIARCA DI CONSTANTINOPOLI gewidmeten XII Concerti grossi op. 1. Der Kontakt mit Cybo riss nicht ab, nachdem beide 1723 Rom verließen, wohin nur Cybo wieder zurückkehrte.

### Reisen durch Italien und Deutschland
In Rom blieb nach Corellis Tod 1713 dessen zurückhaltender Stil im konservativen religiösen Umfeld das Ideal gegenüber dem mitunter fantastischen und bizarren Geschmack, der sich unter dem Einfluss von Antonio Vivaldi entwickelte, und dem Locatellis und Valentinis virtuose Musik eher entsprach. Vielleicht war dies die Ursache für Locatellis Aufbruch von Rom.
Von 1723 bis 1729 datiert eine Künstlerreise Locatellis, die nur lückenhaft dokumentiert ist. Vermutlich stammen die meisten seiner für den Konzertgebrauch geschriebenen und später in Amsterdam verlegten Werke, zumal die Violinkonzerte mitsamt den Capricci, aus dieser Zeit. Ihr Vortrag dürfte seinen Ruhm begründet haben. Es gibt jedoch kaum Berichte über seine Auftritte.
Das erste Dokument aus Locatellis Reisezeit ist eine Art Virtuosen-Diplom, das der Landgraf Philipp von Hessen-Darmstadt, Regent von Mantua, 1725 Locatelli ausstellte. Weitere Informationen über seinen Aufenthalt in Mantua sind nicht überliefert. Dass Locatelli in Venedig war, bezeugt er selbst im Widmungsbrief seines op. 3. Ein Manuskript einer Violinsonate Locatellis der Österreichischen Nationalbibliothek verweist wegen ihrer Zugehörigkeit zu den „Estensischen Musikalien“ des Francesco V d’Este nach Padua, ist aber kein Beweis für einen Aufenthalt Locatellis in jener Stadt.
Einziges Zeugnis seines Besuchs in München sind zwei Notizen zur Zahlung von zwölf doppelten Goldgulden im Juni 1727 an den „frembden Virtuosen Locatelli“ im Auftrag des Kurfürsten als „recompensierung“ für seinen Auftritt. Ein knappes Jahr später gastierte Locatelli am preußischen Hof zu Berlin, wahrscheinlich war er zusammen mit August dem Starken von Dresden nach Potsdam gekommen. Während Friedrich Förster, der Biograph von König Friedrich Wilhelm I. von zwei Auftritten berichtet, bringt ein anderer Bericht den Mangel an fähigen Begleitern als Grund dafür, dass Locatelli nicht auftreten konnte. Bei einem Wettstreit mit Johann Gottlieb Graun, wobei „die älteste Prinzessin fast 2 Stunden lang auf dem Flügel accompagniret“ hat, soll Graun den Sieg davongetragen und die Stelle als „Hof Musicu[s]“ erhalten haben. Eine weitere Station von Locatellis Reisen ist durch einen Eintrag im Stammbuch eines reichen Sammlers dokumentiert: So wissen wir, dass Locatelli im Oktober 1728 in Frankfurt am Main weilte. Zu sehen ist in diesem Stammbuch eine Miniaturfassung des Andante der Sonata III aus op. 2 für ein Tasteninstrument. Letzte bekannte Station der Reisejahre war Kassel. Wegen „gethaner Auffwartung“ am Hofe des Landgrafen Karl von Hessen-Kassel am 7. Dezember 1728 erhielt Locatelli die sehr hohe Vergütung von 80 Reichstalern. Der Organist Jacob Wilhelm Lustig berichtete 1786 von einem Wettstreit mit dem Geiger Jean-Marie Leclair, wobei die Charakterisierungen der jeweiligen Leistung genau den üblichen Klischees der italienischen und französischen Musik folgen. Ein Aufenthalt Leclairs zu dieser Zeit in Kassel widerspricht zwar nicht anderen Belegen, wird aber nicht als gesichert angenommen.

### Amsterdam

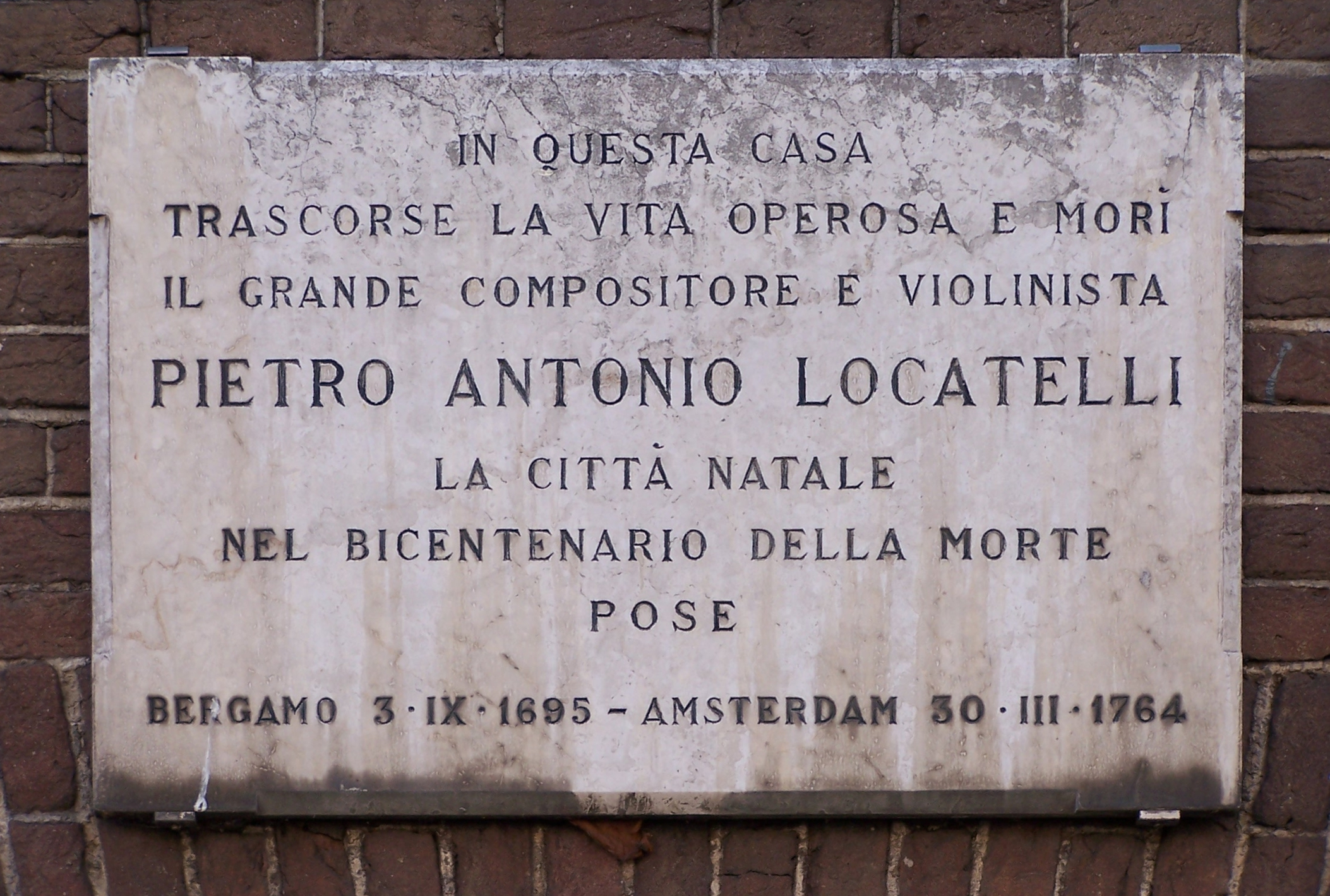
Gedenktafel Prinsengracht 506, Amsterdam

1729 zog Locatelli nach Amsterdam, wahrscheinlich wegen des dortigen Verlagswesens mit hochentwickelter lithographischer Technik zum Druck von Musikalien. Eine anhaltende Zusammenarbeit verband ihn mit dem Verlagshaus Le Cène, in dem bereits im September 1729, etwa ein Monat nach Ankunft in Amsterdam, eine revidierte Ausgabe seines op. 1 erschien. Für Le Cène übernahm er auch sporadisch Editionstätigkeiten, etwa für Werke von Giovanni Battista Martini, wie aus Briefen hervorgeht. Locatellis Haupttätigkeit in Holland war die Veröffentlichung seiner Werke, die vollständig oder teilweise in den Jahren seiner Reisetätigkeit entstanden waren. Dabei nutzte er für die teuren Herausgaben der Orchesterwerke die Verlagshäuser, gab die Kammermusik jedoch selbst heraus. Ein Druck-Privileg untersagte Nachdrucke anderer und verpflichtete Locatelli, ein Exemplar der Universitätsbibliothek in Leiden zu überlassen, wo die Werke bis heute erhalten blieben. Da das Privileg 1761 auslief, ein Jahr vor Veröffentlichung von op. 9, ist dieses als einziges nicht überliefert.
Regelmäßig mittwochs gab Locatelli in seinem Haus Konzerte, zu denen nur Musikliebhaber, keine professionellen Musiker zugelassen waren, mit Ausnahme eines blinden Glöckners und Organisten. Die Annahme, dies geschah aus Angst davor, dass Konkurrenten aus Konzertbesuchen seine Fähigkeiten übernehmen könnten, scheint wenig plausibel, da Locatelli Schüler hatte. Locatellis Violinspiel, das wie eine Naturgewalt zu wirken schien, aber auch tiefe Seelenregungen auszudrücken vermochte, machte aus seinen Amsterdamer Konzerten Tourismusattraktionen. So nahm ihn Denis Diderot für seinen satirischen Dialog Le neveu de Rameau als Vorbild für eine Pantomime des Violinspiels ohne Instrument. Aus Berichten von Konzertbesuchern erfahren wir, dass Locatelli die Geige gegen die Brust hielt und einen kurzen Bogen verwendete. Obwohl sein Klang auch als süß gerühmt wurde, dürften insbesondere die virtuosen und hohen Passagen seiner Stücke einen wenig ansprechenden Ton bedingt haben.
Wohlhabende Musikliebhaber garantierten Locatelli 35 Jahre lang ein Leben in Wohlstand. Sie scheinen eine Vorliebe für das Extravagante gehabt zu haben und waren durch ihr Vermögen aus dem Handel in der Lage, mehr als manche Fürsten dafür auszugeben. Als zusätzliche Einnahmequelle richtete Locatelli 1741 in seinem Haus einen Betrieb für den Verkauf von Saiten ein. 1742 wurde sein Einkommen in einer Schätzung der Personalsteuern mit 1500 Gulden jährlich eingestuft, das höchste Einkommen aller Amsterdamer Musiker. Von diesem Jahr an bis zu seinem Tod bewohnte er ein Haus in der Prinsengracht mit sechs Zimmern, Nebenräumen und Gartenhaus. Als musikalischer Unternehmer und moderner Künstler weist Locatellis Laufbahn auf die Virtuosen des 19. Jahrhunderts voraus.
Am 30. März 1764 starb Locatelli. Er hinterließ weder Frau noch Kinder. Das Erbe wurde auf zwei Schwestern aufgeteilt.

### Der Nachlass
Das amtliche Nachlass-Inventar Locatellis ergänzt das Bild, das die wenigen Dokumente über sein Leben nur andeuten. Eine Bibliothek mit über eintausend Titeln zeigt Locatellis Interesse an Literatur und Wissenschaft. Es finden sich auch ornithologische, theologische, kirchengeschichtliche, politische, geografische, kunsttheoretische und mathematische Werke. Die musiktheoretische Literatur reicht zurück bis ins 16. Jahrhundert. Ab Dante sind alle wichtigen literarischen Autoren mit Gesamtausgaben vertreten. Aus den vielen gedruckten und ungebundenen Musikalien ragt eine Gesamtausgabe der Werke Corellis hervor. Eine große Sammlung von Bildern vor allem niederländischer, italienischer und französischer Meister zeugen von Locatellis Kennerschaft auch auf diesem Gebiet. Insgesamt spiegelt sich in Locatellis Nachlass ein Mann von umfassender Geistesbildung. All das Genannte, auch seine Instrumente und vieles darüber hinaus, wurde schließlich im August 1765 versteigert.

## Musik

### Triosonaten
Sechs Triosonaten veröffentlichte Locatelli 1736 als op. 5, vier weitere 1744 in op. 8, wobei die Reihenfolge der Drucke nicht derjenigen der Entstehung der Werke entsprechen dürfte. Die Triosonaten orientieren sich wie diejenigen von Giuseppe Tartini am Muster der Kirchensonate, der Unterschied zwischen Kirchen- und Kammersonate verliert bei Locatelli jedoch durch individuell gestaltete Satzfolgen an Bedeutung. Wie die Gattungsbeiträge von Tartini und Giovanni Battista Sammartini weisen Locatellis Triosonaten bereits galante Einflüsse auf. Entgegen dem Ideal der Gleichwertigkeit der drei Hauptstimmen liegt das Hauptgewicht auf einer der beiden Oberstimmen, wobei die zweite Stimme oft nach anfänglichem Abwechseln mit der ersten zur Füllstimme degeneriert. In den vier Triosonaten aus op. 8 tritt wiederum das Bassinstrument aus seiner Rolle, den Bass des Cembalos zu unterstützen, hervor und wird als eigenständiges Instrument etabliert.

### Solosonaten
Zukunftsweisende Tendenzen zeigen insbesondere Locatellis Werke für Soloinstrument und Generalbass. Manche Sätze der Flötensonaten op. 2, veröffentlicht 1732, weisen auf die klassische Sonatensatzform voraus: Am Beginn steht eine thematische Idee in der Grundtonart, die sich (bei Durtonarten) zur Dominante entwickelt (sonst zur Paralleltonart). Nach der Wiederholung dieses ersten Teils steht eine „keimhaft modulierende Durchführung“, sodass mit der darauf folgenden Reprise implizite Dreiteiligkeit entsteht. Das Material nach den markanten Hauptthemen hat allerdings meist noch nicht genug „Eigengesicht“ um im Sinne des klassischen Sonatenhauptsatzes von einem kontrastierenden Nebengedanken zu sprechen, es wird auch nicht zwingend in weiterer Folge berücksichtigt. Die Flötenstimme besticht durch lieblich singende Melodik mit „milden Konturen“ und „weichem Ausdruck“. Sie ist reich verziert mit lombardischen Rhythmen, Seufzermotiven, Appoggiaturas, Synkopen und abwechslungsreichen Rhythmuswerten und von der harmonischen Stützstimme klar abgesetzt.
Die Violinsonaten opp. 6 und 8, veröffentlicht 1737 und 1744, weisen mit nur zwei Sätzen der Folge langsam – schnell eine „erstaunliche“ Abweichung vom Da chiesa-Schema auf. Sie sind „spieltechnisch mindestens so anspruchsvoll“ wie diejenigen von Giuseppe Tartini und verlangen „vollentwickeltes Doppelgriffspiel, wie es manche Zeitgenossen nicht einmal in Konzertwerken kompositorisch einsetzten“. Ein Beispiel für Locatellis stilistische Individualität bietet der abschließende Variationssatz von op. 6 Nr. 1: Er wartet mit Kombinationen von Extravaganzen auf, sodass die Satzbezeichnung Cantabile „ad absurdum geführt wird“.

### Capricci

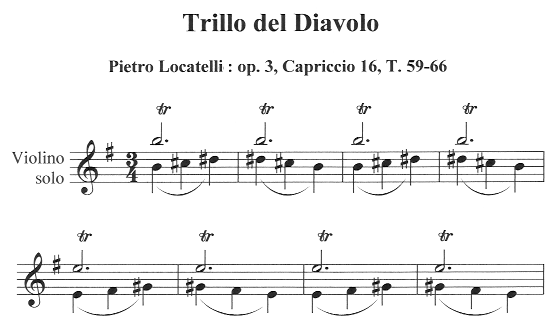
„Trillo del Diavolo“ aus op. 3, Capriccio 16

Die in die Konzerte op. 3 integrierten Capricci nehmen die Funktion ausnotierter solistischer Kadenzen ein. Sie können aber durch mehrere Merkmale von diesen unterschieden werden: Sie kommen nicht während, sondern nach einer harmonischen Kadenz zu stehen, sie treten nur am Ende von Ecksätzen auf, sie sind oft sehr lange und frei modulierend und bilden zum umgebenden Material einen Kontrast, und sie sind metrisch weniger frei.
Die Stücke stellen spieltechnisch höchste Ansprüche an den Ausführenden: Unabhängigkeit der Finger der linken Hand ist notwendig, um die Kombination eines Trillers mit der Begleitung in tieferer Lage zu realisieren. Etwa zehn Jahre später nutzte Giuseppe Tartini diese Technik als „Teufelstriller“ in seiner entsprechend benannten berühmten Sonate. In den Violinschulen der Zeit waren sieben Lagen der linken Hand anerkannt. Capriccio 22 steigt bis zur 17. Lage, in der kein akzeptabler Klang mehr realisiert werden kann. Als schwierig ausführbare Intervalle treten Dezimen auf, auch zwischen erstem und drittem Finger werden extreme Streckungen verlangt, die dazu geführt haben, dass die Capricci kaum gespielt werden. Mehrfachgriffe, polyphone Passagen, Triller und Doppeltriller werden fast systematisch erprobt.

### Konzerte
Locatellis Concerti grossi op. 1, die als einzige Sammlung bereits vor Locatellis Reisezeit erschienen, „tragen deutlich den Stempel Corellis“ mit kraftvollem Streicherduktus und kleingliedrigem Wechsel von Tutti und Solo. Wie die Sammlung von Corelli wird sie durch ein Weihnachtskonzert abgeschlossen. Locatelli geht in der Tonartendisposition weiter als sein Vorbild und erweitert die Besetzung um eine Solo-Bratsche. Die Aufnahme von Fugen in Concerti grossi bedeutet eine Annäherung der Gattungen Sonate und Konzert, dabei erhält jedoch in op. 1 Nr. 12 die Doppelfuge den Charakter eines raschen Tanzes, womit sie an das neue Umfeld angepasst wird. Während im op. 1 die „Dynamik noch überwiegend aus dem Concertino-Tutti-Kontrast resultiert“, tritt diese Gestaltungsweise in den späteren Konzerten zugunsten konzertierender und virtuoser Passagen der ersten und zweiten Solovioline zurück. Die Genauigkeit von Locatellis Klangvorstellung wird etwa im zehnten Konzert aus op. 4 deutlich, wenn er den pathetischen Ton der Solo-Violine in hoher Lage mit Pizzicato und Dämpfer in den anderen Stimmen kombiniert. Witz beweist der Abschied der vier Solisten in Locatellis op. 4 Nr. 12. Das achte Konzert dieser Reihe mit dem Untertitel „A imitazione de’ corni da caccia“ lässt die Solovioline in Doppelgriffen ein Paar Naturhörner imitieren. In den Konzerten op. 3 weist das Aufgreifen des Tuttithemas in der Solo-Violine eine Oktave höher sowie um Verzierungen bereichert auf spätere Entwicklungen voraus.
Neben Konzerten veröffentlichte Locatelli in op. 4 sechs Introduzioni für das Theater, orientiert an der dreisätzigen Sinfonia der neapolitanischen Oper. Die Orchestrierung als Concerto grosso dient einem „suggestive[n] Wechselspiel aus ‚Hell‘ und ‚Dunkel‘“. Die Anforderung der Tutti-Passagen an die Präzision der Orchestermusiker weisen auf das berühmte Orchester in Mannheim voraus, das heute unter dem Schlagwort der „Mannheimer Schule“ bekannt ist.
Das Konzert op. 7 Nr. 6 mit dem Beinamen „Il pianto d’Arianna“ ist im Anschluss an das Beispiel der Vokalmusik als „ästhetische Neuorientierung des Virtuosen und gewandten Kontrapunktikers […] in der Richtung der expressiven Qualitäten“ von Musik und insbesondere der Violine zu sehen. Ungewöhnliche Satzfolge, kühne Harmonik, chromatisierte Melodieführung und „chromatisch durchsetzte Polyphonie“, sowie die „vorherrschende[n] rasche[n] Wechsel prononcierter Stimmungen“ sind innerhalb von Locatellis Werk einzigartig. Kurze, meist unmittelbar anschließende Sätze sind weniger durch musikalische Gesetzlichkeit als durch „psychologische“ Vorstellungen verbunden. Die typischen Lamento-Ausdrucksmittel wie Dissonanzen, übergreifender tonaler Zusammenhang, klare harmonische Entwicklung, stufenweise Melodieführung, unartikulierter Rhythmus, langsames Tempo und Molltonart treten dabei nie alle gemeinsam auf. Im vorbildlichen Lamento d’Arianna (Uraufführung L’Arianna 1608 in Mantua) von Claudio Monteverdi wurden die „tradierten musikalischen Mittel“ zugunsten des Ausdrucks aufgebrochen, nicht nur Kontrapunktregeln traten außer Kraft, „eine vollständige Kongruenz des kompositorisch-praktischen und des musiktheoretischen Diskurses erscheint nicht mehr möglich“. Dementsprechend wird bei Locatelli die „Wirkungskategorie des Ausdrucks“ zum „verbindliche[n] konstitutive[n] Prinzip für eine Form“.

## Wirkung und Rezeption
Über Locatellis didaktische Tätigkeit ist wenig bekannt. In einem Brief Martinis wird ein Pietro Poli als Schüler genannt. Die Widmungsträger von Op. 2 und 5 empfingen Flöten- und Violinunterricht von Locatelli. François-Joseph Fétis nennt zudem Joseph-Antoine Lorenziti aus Den Haag, Abkomme einer italienischen Musikerfamilie. Als letzter Schüler gilt Hendrick Louis Chalon, Sohn des Konzertmeisters des städtischen Theaters in Amsterdam.

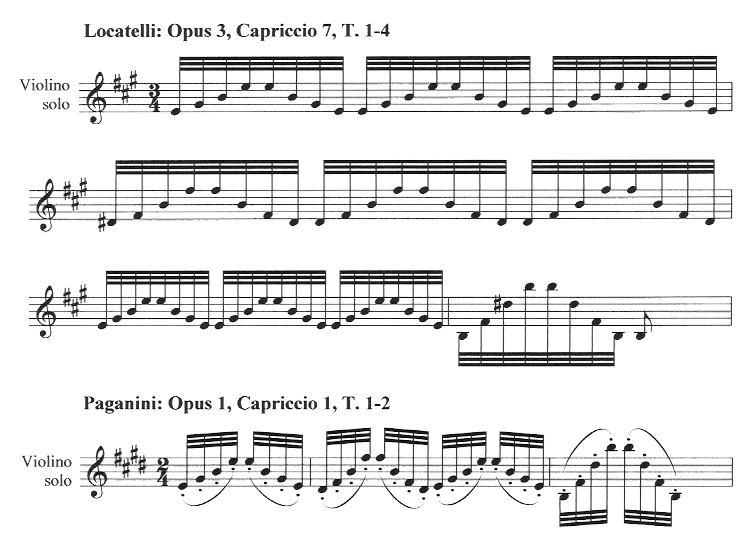
Vergleich von
Locatelli op. 3, Capriccio 7 und
Paganini op. 1, Capriccio 1

Für die Entwicklung der Violintechnik von Arcangelo Corelli und Antonio Vivaldi zu Pierre Gaviniès und Niccolò Paganini spielen Locatellis Capricci eine große Rolle, so dass er als „Schlüsselfigur“ angesehen werden kann. Paganinis erstes Capriccio weist mit Locatellis siebentem „erstaunliche Ähnlichkeit“ auf. Die Virtuosität der Soloviolinwerke haben Bewunderung über den audio-visuellen Effekt, aber auch Ablehnung wegen mangelnder Musikalität hervorgerufen. Für Carl Ditters von Dittersdorf taugten die Stücke nur mehr zur Übung, nicht mehr zum Vortrag.
Locatellis Musik verbreitete sich abseits der von ihm beaufsichtigten Veröffentlichungen durch handschriftliche Kopien und unautorisierte Drucke. Nie wurde seine Musik gänzlich vergessen, trotz einer Vernachlässigung des Komponisten vom späten 19. Jahrhundert bis zur Mitte des 20. Jahrhunderts. Zu dieser nahm die musikwissenschaftliche Beschäftigung mit Locatelli ihren Anfang mit der Monographie Leven en werken van Pietro Antonio Locatelli da Bergamo, 1696–1794. „Italiaans musycqmeester tot Amsterdam“ (1949) von Arend Koole, basierend auf Archivrecherchen. Darauf baute die Dissertation The Life, Times and Works of Pietro Antonio Locatelli (1969) von John Hendrik Calmeyer auf. Der Buchhalter Giuseppe Fumagalli, Abkomme Locatellis, ließ 1964 eine Gedenktafel am Haus, in dem Locatelli starb, anbringen und gründete die Gesellschaft „Collegium Musicum Pietro Antonio Locatelli“ in Bergamo. Als deren Präsident gab er bei dem Musikwissenschaftler Albert Dunning die Monographie Pietro Antonio Locatelli. Der Virtuose und Seine Welt (1981) in Auftrag. Fumagalli und Dunning gründeten 1991 die Stichting-Fondazione Pietro Antonio Locatelli mit Sitzen in Amsterdam und Cremona. Diese ging 2005 in das Centro Studi Opera Omnia Luigi Boccherini in Lucca ein. Die beiden Institutionen betreuten eine kritische und eine praktische Gesamtausgabe der Werke Locatellis.
Insbesondere ab den 1980er-Jahren steht eine Reihe von Schallplattenveröffentlichungen für eine „Locatelli-Renaissance“, die dessen Bekanntheit weiter vergrößerte, als es durch Notenausgaben möglich gewesen wäre. Als Beispiel für Aufnahmen von Locatellis Musik sei diejenige mit dem Freiburger Barockorchester unter Thomas Hengelbrock von 1992 genannt, die in der Kritik für ihre überwältigende Energie gelobt wurde. Diese mag den Werken angemessen sein, wurde doch Locatellis Violinspiel mit einem Erdbeben verglichen. Parallel zur andauernden Vermehrung der Locatelli-Diskographie wurde die musikwissenschaftliche Beschäftigung mit Locatelli im 21. Jahrhundert fortgesetzt: Fulvia Morabito gab 2015 den Band Locatelli and the Violin Bravura Tradition heraus und legte 2018 die Monographie Pietro Antonio Locatelli. A Modern Artist in the Baroque Era vor.

## Werke
- Opus 1: XII Concerti grossi à Quatro è à Cinque. Amsterdam 1721
- Opus 2: XII Sonate à Flauto traversiere solo è Basso. Amsterdam 1732
- Opus 3: L’Arte del Violino; XII Concerti Cioè, Violino solo, con XXIV Capricci ad libitum. Amsterdam 1733
- Opus 4: VI Introduttioni teatrali è VI Concerti. Amsterdam 1735
- Opus 5: VI Sonate à Trè. Amsterdam 1736
- Opus 6: XII Sonate à Violino solo è Basso da Camera. Amsterdam 1737
- Opus 7: VI Concerti à quattro. Leiden 1741
- Opus 8: X Sonate, VI à Violino solo è Basso è IV à Trè. Amsterdam 1744
- Opus 9: VI Concerti a quattro. Amsterdam 1762
- Opera ohne Opuszahl:
  - Sonata g-Moll für Violine und Bc.
  - Sinfonia […] composta per l'esequie della sua Donna che si celebrarono in Roma f-Moll für 2 Violinen, Viola und Bc.
  - Concerto A-Dur für Violine, 2 Violinen, Viola und Bc.
  - Concerto E-Dur für Violine, 2 Violinen, Viola und Bc.

- Opera dubia (zweifelhafte Werke): Violinkonzerte, Sinfonien, Triosonaten, Flötenduette, Violinsonaten, eine Oboensonate, ein Capriccio in E für Violine allein.
- Etliche weitere Werke aus unterschiedlichen Gattungen sind verschollen.